# Èter isopropílic
L'èter isopropílic o diisopropil èter (DIPE) és un compost orgànic obtingut com a subproducte en el procés d'obtenció de l'isopropanol.

## Propietats
A temperatura ambient és un líquid, amb una densitat de 0,73 kg/l. El seu punt d'ebullició és de 68 °C.

## Usos
L'èter isopropílic s'utilitza com a dissolvent. També es fa servir com a component de la benzina, per augmentar-ne la combustibilitat.

## Perillositat
És molt inflamable.